# NGC 1863
NGC 1863 је расејано звездано јато у сазвежђу Златна риба које се налази на NGC листи објеката дубоког неба.
Деклинација објекта је - 68° 43' 37" а ректасцензија 5h 11m 39,6s. Привидна величина (магнитуда) објекта NGC 1863 износи 11,0. NGC 1863 је још познат и под ознакама ESO 56-SC77.